# Листозгортка орлякова
Листозгортка орлякова, краєкучник орляковий (Cheilanthes acrostica (Balb.) Tod.) — вид рослин родини птерисових (Pteridaceae). Видовий епітет походить від грецьких слів ἄκρος — «чудовий» і στίχος — «рядок».

## Морфологія
Вайї розташовані групами, до 25 см завдовжки, 2-3 перисті. Черешок коричневий. Кореневище коротке. 2n = 120. Спори розміщаються внизу по краю листя, захищені псевдоіндузієм.

## Поширення, біологія
Зростає в середземноморських областях (в Ізраїлі, Марокко, Італії, південній Іспанії, південній Франції й Макаронезії). Росте в тріщинах вапняків, але також кварцитів і пісковиків і серед інших пухких порід. Знайдений на висоті 50-1700 м.